# Гаркушевские
Гаркушевские (Горкушевские; укр. Гаркушевські) — дворянский род.
Потомство Тихона Гаркушевского, прапорщика Черноморского войска (1792), который, по семейному преданию, происходил от Полтавского полковника Филона Горкуши.
Определением Правительствующего Сената от 29 Марта 1872 года утверждены постановления Екатеринославского Дворянского Депутатского Собрания, 9 Сентября 1832 и 21 Января 1872 годов, об утверждении в дворянстве, с правом на внесение во вторую часть Дворянской родословной книги, вдовы прапорщика Тихона Григорьевича Гаркушевского — Марфы Григорьевны и сыновей её Тихона и Тимофея с сыном последнего Николаем, по чину прапорщика вышеозначенного Тихона Григорьевича Гаркушевского, полученному им в 1792 году.

## Описание герба
Щит рассечен. В правой золотой части, червлёное орлиное крыло. В левой лазуревой части, серебряная стрела острием вниз, окруженная сверху серебряною же подковою, на верху которой золотой лапчатый с широкими концами крест.
На щите дворянский коронованный шлем. Нашлемник: витязь в золотых латах, в таковом же шлеме с червлеными и лазуревыми страусовыми перьями и с лазуревою лентою через правое плечо, держащий в правой руке серебряный с золотою рукоятью меч, а в левой — золотой круглый щит. Намёт на щите справа лазуревый слева — червлёный, подложенный золотом.